# Éléazar (cheval)
Éléazar est un cheval de course trotteur français né le 9 février 1970 et mort le 7 février 1992. Il gagna notamment le Prix d'Amérique 1980 à l'âge de 10 ans et réalisa une carrière internationale riche malgré des boulets fragiles.

## Carrière de courses
De grande naissance, par le chef de race Kerjacques et la classique Quérida (Critérium des Jeunes), et d'un modèle imposant, ce cheval appartenant à son éleveur Alec Weisweiller et entraîné par Léopold Verroken, fait partie de l'élite de sa génération dès 3 ans, obtenant une quatrième place dans le Critérium des 3 ans. Lauréat classique l'année suivante (Prix de Sélection), figurant à l'arrivée des classiques (4e des Critérium des 4 ans et Continental, 3e du Critérium des 5 ans), il voit sa carrière perturbée par des ennuis de santé, et bâtit l'essentiel de son palmarès dans les confrontations inter-générations, en France et à l'étranger. 
Il affronte les meilleurs chevaux d'âge à partir du meeting d'hiver 1975-1976, se classant troisième du meilleur cheval de l'époque, Bellino II, dans le Prix de Paris, puis, en juin 1976, troisième du Prix René Ballière (à nouveau derrière Bellino II). L'hiver suivant, il s'affirme comme le rival numéro 1 du crack : battu de peu par Bellino II dans le Prix d'Amérique, il prend sa revanche dans le Prix de France, puis retrouve sa place de dauphin dans le Prix de Paris. L'année 1977 lui apporte la consécration avec une victoire dans le plus grand sprint européen, l'Elitloppet, et de nombreuses performances sur tout le continent, qui lui permettent de s'adjuger un premier Grand Circuit européen, aux dépens de Bellino II, qui fait ses adieux à la compétition cette année-là. En 1978, la victoire dans le Prix d'Amérique lui échappe à nouveau (3e derrière Grandpré et Fakir du Vivier), mais il fait sien le Prix de France et le Prix de Paris. Éléazar reprend la route des joutes européennes et s'adjuge un nouveau Grand Circuit européen, face aux meilleurs chevaux de l'époque, dont le crack Hadol du Vivier, son nouveau grand rival, qui le devance notamment dans l'Elitloppet. Durant l'été, les deux champions participent à l'International Trot à New York, mais sans pouvoir vraiment briller, Hadol du Vivier terminant troisième derrière l'Américain Cold Comfort et la Néo-Zélandaise Petite Evander, Éléazar quatrième.
Âgé de neuf ans, Éléazar échoue complètement dans le Prix d'Amérique 1979, mais se reprend en gagnant un second Prix de Paris. Toujours performant au plus haut niveau, il doit cependant subir la loi de nouveaux venus, tant en France qu'en Europe, et remporte moins de courses. C'est donc dans la peau d'un outsider, et atteint par la limite d'âge, qu'il se présente au départ de son dernier Prix d'Amérique, en 1980. Mais alors qu'on le croit moins en jambes, il crée la surprise et s'impose enfin dans l'épreuve-reine, avant de confirmer son regain de forme le dimanche suivant dans le Prix de France, qu'il s'adjuge pour la troisième fois. Cette 36e victoire sera sa dernière, puisque Éléazar se retire de la compétition sur cet ultime coup d'éclat.  

## Palmarès

### Principales victoires
France
- Prix d'Amérique (Gr.1, 1980)
- Prix de France (Gr.1, 1977, 1978, 1980)
- Prix de Paris (Gr.1, 1978, 1979)
- Prix de l'Atlantique (1978)
- Prix de Sélection (Gr.1, 1974)
- Grand Critérium de vitesse de la Côte d'Azur (Gr.1, 1977, 1978)
- Grand Prix du Sud-Ouest (Gr.2, 1978, 1979)
- Prix Pierre-Plazen (Gr.2, 1973)
- Prix Charles-Tiercelin (Gr.2, 1974)
- Prix Jules-Thibault (Gr.2, 1974)
- Prix Octave-Douesnel (Gr.2, 1974)
- Prix Marcel-Laurent (Gr.2, 1975)
- Prix de la Marne (Gr.2, 1976)
- Prix du Plateau de Gravelle (Gr.2, 1976)
- Prix d'Europe (Gr.2, 1976)
- Prix de Buenos-Aires (Gr.2, 1979)
- 2e Prix d'Amérique (1977)
- 2e Prix de Paris (1977)
- 2e Prix de l'Atlantique (1977)
- 2e Prix René-Ballière (1978)
- 2e Grand Critérium de vitesse de la Côte d'Azur (1979)
- 3e Prix d'Amérique (1978)
- 3e Prix de Paris (1976)
- 3e Critérium des 5 ans (1975)
- 3e Prix René-Ballière (1976, 1979)
- 3e Prix de l'Atlantique (1979)

 Suède
- Elitloppet (Gr.1, 1977)
- 2e Elitloppet (1978)

 Allemagne
- Prix des Meilleurs (Gr.1, 1976)
- Elite-Rennen (Gr.1, 1976)
- Grand Prix de Bavière (Gr.1, 1978)
- 2e Grand Prix de Bavière (1977)
- 3e Elite-Rennen (1978)

 Belgique
- Grand Prix d'Été (Gr.1, 1977)

 Pays-Bas
- 2e Grand Prix des Pays-Bas (Gr.1, 1976, 1979)

## Origines
| Origines de Éléazar, mâle, bai. | Origines de Éléazar, mâle, bai. | Origines de Éléazar, mâle, bai. | Origines de Éléazar, mâle, bai. |
| ------------------------------- | ------------------------------- | ------------------------------- | ------------------------------- |
| Père Kerjacques                 | Quinio                          | Hernani III                     | Ontario                         |
| Père Kerjacques                 | Quinio                          | Hernani III                     | Odessa                          |
| Père Kerjacques                 | Quinio                          | Germaine                        | Phoenix                         |
| Père Kerjacques                 | Quinio                          | Germaine                        | Lysistrata                      |
| Père Kerjacques                 | Arlette III                     | Loudéac                         | Boléro                          |
| Père Kerjacques                 | Arlette III                     | Loudéac                         | Bonne Fortune                   |
| Père Kerjacques                 | Arlette III                     | Maggy II                        | Fidus                           |
| Père Kerjacques                 | Arlette III                     | Maggy II                        | Dédette II                      |
| Mère Quérida                    | Carioca II                      | Mousko Williams                 | Sam Williams                    |
| Mère Quérida                    | Carioca II                      | Mousko Williams                 | Carlotta                        |
| Mère Quérida                    | Carioca II                      | Quovaria                        | Javari                          |
| Mère Quérida                    | Carioca II                      | Quovaria                        | Champagne III                   |
| Mère Quérida                    | Vorona                          | Jakow                           | Télémaque V                     |
| Mère Quérida                    | Vorona                          | Jakow                           | Braila                          |
| Mère Quérida                    | Vorona                          | Héroïne VI                      | Quo Vadis                       |
| Mère Quérida                    | Vorona                          | Héroïne VI                      | Argonne II                      |